# Stibadocerina chilensis
Stibadocerina chilensis är en tvåvingeart som beskrevs av Alexander 1929. Stibadocerina chilensis ingår i släktet Stibadocerina och familjen mellanharkrankar. Inga underarter finns listade i Catalogue of Life.